# Smith Gun
Vous lisez un « bon article » labellisé en 2012.
Le Smith Gun était une pièce d'artillerie antichar improvisée, utilisée par l'armée de terre britannique et la Home Guard au cours de la Seconde Guerre mondiale. Après la défaite de la bataille de France, l'invasion allemande de la Grande-Bretagne semblait probable. La plupart des armes disponibles ont été détournées vers l'armée régulière britannique, laissant la Home Guard à court d'approvisionnements, en particulier d'armes antichar. Le Smith Gun a été conçu par un major de l'armée à la retraite, nommé William H. Smith, comme une arme antichar de fortune, et a été mis en production en 1941 à la suite d'une démonstration devant le Premier ministre, Winston Churchill.
L'arme se composait d'un canon lisse de calibre 3 pouces, d'environ 137 cm de long, monté sur un chariot et destinée à être capable de tirer  des obus antichars ou bien antipersonnel à une distance d'environ 500 mètres. Malgré son caractère prometteur, l'arme présentait différents problèmes. La portée effective n'était que d'environ 100 à 300 mètres. C'était une arme lourde et difficile à déplacer, et enfin, elle a développé également « la réputation terrifiante de tuer ses propres utilisateurs ». Des problèmes de production ont fait qu'elle n'a été introduite qu'en 1942, lorsqu'elle a été livrée principalement aux unités de la Home Guard et à celles des unités de l'armée régulière chargées de la garde des aérodromes. De plus, la pénurie de munitions faisait que les canons n'étaient approvisionnés qu'avec six ou sept obus chacun. Malgré ces nombreux problèmes, plusieurs unités de la Home Guard ont, plus tard, développé un certain attachement à l'égard de cette arme, allant jusqu'à affirmer qu'il s'agissait « de l'une des meilleures pièces d'équipement parmi celles leur ayant été attribuées pour l'accomplissement de leur mission ».

## Historique
Avec la fin de la bataille de France et l'évacuation du Corps expéditionnaire britannique à partir du port de Dunkerque entre le 26 mai et le 4 juin 1940, une invasion allemande de la Grande-Bretagne semblait probable. Toutefois, l'armée de terre britannique n'était pas suffisamment équipée pour défendre le pays dans une telle éventualité ; dans les semaines suivant l'évacuation de Dunkerque, elle ne pouvait aligner que vingt-sept divisions. L'armée de terre était particulièrement à court de canons antichars, 840 avaient été laissés en France et seuls 167 étaient disponibles en Grande-Bretagne ; les munitions étaient si rares pour les canons restants qu'il était interdit de tirer un seul obus pour l’entraînement.
Compte tenu de ces lacunes, les armes modernes qui étaient disponibles ont été allouées à l'armée de terre britannique et la Home Guard a été obligée de compléter sa faible dotation d'armes antichars obsolètes avec des armes improvisées. L'une d'entre elles était le Smith Gun, qui avait ce que Mackenzie a décrit comme une origine « non orthodoxes », comme beaucoup d'autres armes qui ont été produites pour une utilisation par la Home Guard pendant le conflit.
Elle a été inventée par le major de l'armée de terre britannique à la retraite William H. Smith, le directeur d'une entreprise de génie civil qui produisait des jouets. Elle a été conçue pour être une arme antichar bon marché et facile à fabriquer. La conception de l'arme a été soumise à l'Ordnance Board (Commission du matériel), qui n'était pas convaincu de ses mérites, mais le Premier ministre Winston Churchill, qui a assisté à une démonstration de l'arme en 1941 ordonna qu'elle soit lancée en production.

## Conception

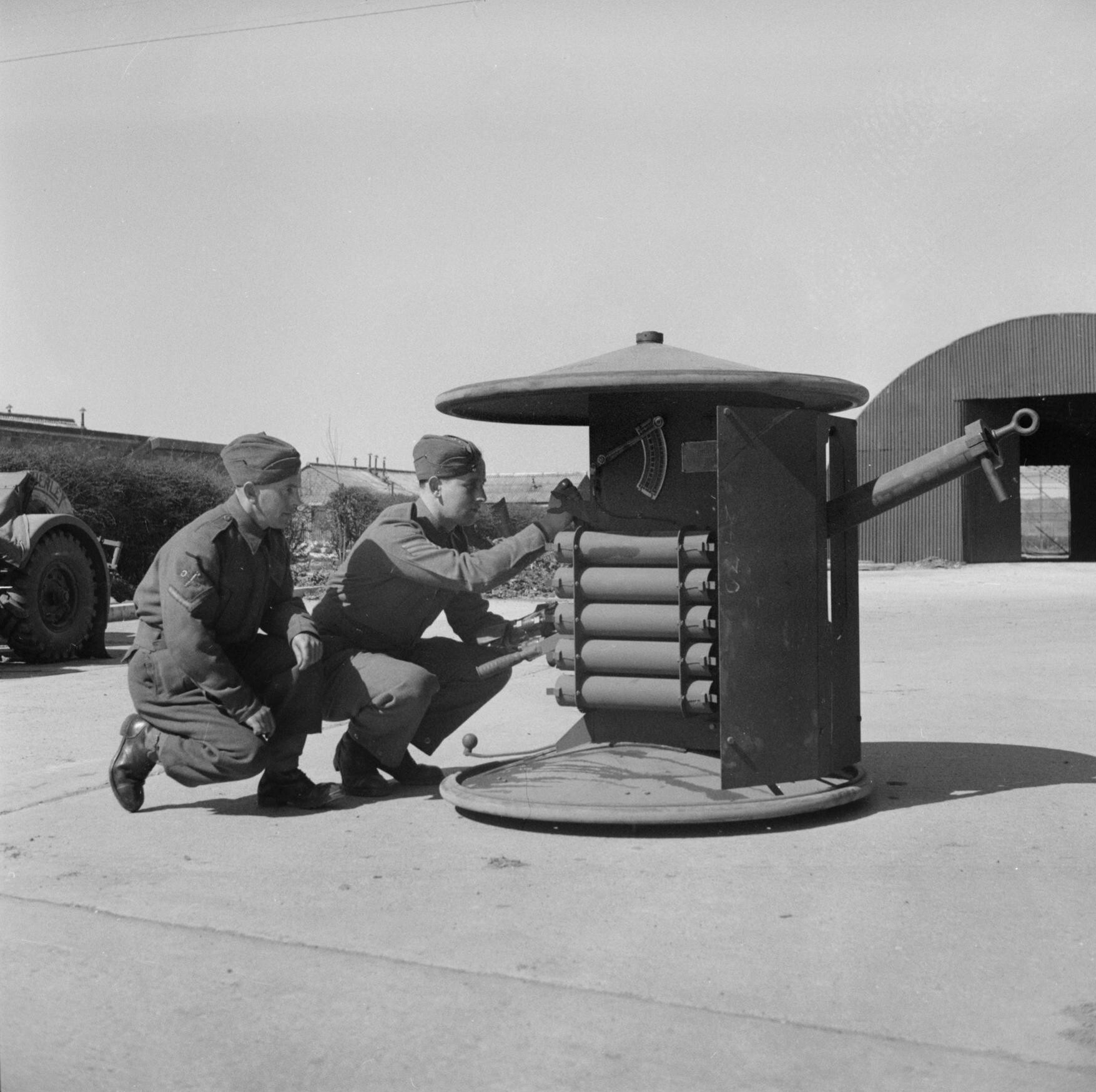
Un 3in Mk I OSB Gun en position de tir.

Le Smith Gun 3in Mk I OSB Gun se composait d'un canon lisse de calibre 3 pouces de 1,37 m de long. Il était monté sur un chariot qui ressemblait « à une poussette à deux roues » et pesait environ 274 kg. Une plaque de blindage a été ajoutée entre les deux roues pour protéger les utilisateurs. L'arme avait une procédure de tir inhabituelle. Elle devait être renversée sur une roue, constituant ainsi une embase et permettant ainsi au Smith Gun une rotation sur 360 degrés avec une élévation de 40 degrés. Elle était suffisamment légère pour être tractée par un véhicule civil, même si elle n'a pas été conçue pour cela ; les unités de la Home Guard ont eu l’interdiction de le faire car cela endommageait les roues de transport de l'arme. Le Smith Gun était capable de tirer des obus antipersonnel et antichars, ces derniers capables de pénétrer 60 mm de blindage. David Fletcher affirme qu'il avait une portée d'environ 500 mètres, bien que Mackenzie ne donne qu'une portée efficace de seulement 100 à 300 mètres, ce qui était inexact.
L'arme avait plusieurs défauts de conception, si bien qu'elle n'a pas été très appréciée par certains membres d'unités de la Home Guard à laquelle elle fut livrée. Lourde et difficile à manœuvrer à la main, en particulier sur les terrains accidentés et dans les zones urbaines. Et enfin, il était recommandé d'utiliser des câbles pour la basculer et la mettre en position. Le Smith Gun possédait également une faible vitesse initiale ; et en raison de la réception d'obus ayant des détonateurs défectueux, il a eu la « réputation terrifiante de tuer ses utilisateurs ».

## Histoire opérationnelle
La production du Smith Gun a commencé à la fin 1941 mais des problèmes de fabrication ont fait que ce n'est qu'à la mi-1942 qu'un premier lot de 4 000 canons est livré à la Home Guard ; au début de 1943, un total de 3 049 Smith Gun avait été livré aux unités de la Home Guard. Des problèmes de production ont également affecté les munitions ; un retard dans la fabrication des munitions antichars a fait que chaque arme n'a été fournie qu'avec six ou sept obus. Un certain nombre de canons Smith Gun a également été livré aux unités de l'armée régulière chargées de la protection des aérodromes et un a même été monté sur un Bren Carrier, bien que ce prototype n'ait pas été mis en production.
En dépit des problèmes de l'arme et sa tendance à blesser voire tuer ceux qui la mettaient en œuvre, le gouvernement a tenté de la dépeindre sous un jour positif, en donnant des instructions spéciales à l'automne de 1942, qui dépeignaient le Smith Gun comme une « arme simple, puissante et précise qui, si elle est bien manipulée, ajoutera grandement à la puissance de feu de la Home Guard ». Après une période de méfiance initiale, de nombreuses unités de la Garde ont semblé avoir tenté d'en tirer le meilleur parti. Mackenzie déclare que certaines unités avaient même « un sentiment croissant d'affection pour l'arme et décrit comment, quand une lettre a été publiée dans le Times à la fin du conflit pour critiquer l'arme, de nombreux volontaires de la Home Guard ont répondu décrivant comment le Smith Gun avait été satisfaisant et qu'il était « l'un des meilleurs équipements jamais diffusé à la Home Guard ». Aucun Smith Gun n'a été utilisé en service actif et ils ont été déclarés obsolètes en 1945.